# Альтидона
Альтидо́на (итал. Altidona) — коммуна в Италии, расположена в области Марке, подчинена административному центру Фермо (провинция).
Население коммуны, на 01.01.2024 года, составляет 3564 человека, плотность населения ─ 274,74 чел./км². Коммуна занимает площадь 12,97 км². Почтовый индекс — 63824. Телефонный код — 0734.
Покровителем города считается святой мученик Кириак, празднование 8 августа.